# Andrew Litton
Andrew Litton (né le 16 mai 1959, à New York) est un chef d'orchestre américain. Il est diplômé de l’Ethical Culture Fieldston School ainsi que de la Juilliard School.

## Biographie
Litton fut le chef d'orchestre de l'orchestre symphonique de Bournemouth de 1988 à 1994. Il fut douze saisons durant le directeur musical de l'orchestre symphonique de Dallas de 1994 à 2006, à la suite de quoi il fut nommé directeur musical émérite. Depuis 2003 il est directeur artistique des concerts de la Sommerfest de l'orchestre symphonique du Minnesota, et en juin 2008 son contrat à ce poste fut prolongé jusqu'à 2011.
John DeMaio fut son premier enseignant de piano. Il le fut dès ses cinq ans et jusqu'à son entrée à Juillard. John DeMaio est mort en février 2009.